# Tiny Ruys
Tiny Ruys (Martinus Johannes Maria Ruys) (Cuijk, Países Bajos, 8 de mayo de 1957-11 de enero de 2025) fue un futbolista y entrenador de fútbol neerlandés que jugó en la posición de extremo.

## Carrera del jugador
Ruijs inició su carrera como atacante izquierdo en el equipo juvenil del JVC '31 local. Se mudó al NEC de Nijmegen, donde debutó en la temporada 1975/76. En 1977 pasó al Fortuna SC de Sittard, donde jugó hasta 1986.

## Carrera de entrenador
Luego, Ruijs comenzó a entrenar a los jóvenes de Fortuna. En 1994 se convirtió en entrenador en jefe interino tras la destitución de Chris Dekker. Ruijs luego viajó a los Emiratos Árabes Unidos, donde se convirtió en seleccionador nacional en 2001. También entrenó a selecciones juveniles nacionales y entrenó a los clubes Al-Wahda FC y Al Ain FC.
En 2011 regresó al Fortuna Sittard como entrenador juvenil y sucedió a Wim Dusseldorp como entrenador en jefe en enero de 2012. En la temporada 2012/13 fue jefe de formación y preparador físico de la A1 del Roda JC, con el que se proclamó campeón de Primera División. El 1 de julio de 2013, tras un caso de arbitraje, se trasladó al MVV Maastricht, donde se convirtió en entrenador en jefe. El 20 de diciembre de 2013 dimitió después de que su esposa y él fueran amenazados por aficionados del MVV tras la derrota en la Copa ante los aficionados de su ex club JVC Cuijk. El asistente Dick Voorn también dio por terminado el día.
Luego, Ruijs entrenó al belga Riemst Vooruit y se convirtió en entrenador del SV Meerssen a principios de 2015. En diciembre de 2016 también fue nombrado asistente en Fortuna Sittard, donde lo dejó en marzo de 2017. Fue nombrado entrenador en jefe del EVV a mediados de 2018, que milita en Tercera División. El 2 de junio de 2019, se anunció que Ruijs se retiraría inmediatamente como entrenador en jefe de EVV después de una temporada.

## Muerte
Tiny Ruijs murió repentinamente en su casa de Riemst el 11 de enero de 2025 a la edad de 67 años. 

## Carrera

### Jugador
| Periodo   | Club            | Apariciones | Goles |
| --------- | --------------- | ----------- | ----- |
| 1975–1977 | NEC Nimega      | 13          | 0     |
| 1977–1986 | Fortuna Sittard | 225         | 61    |

### Entrenador
| Periodo   | Club                   |
| --------- | ---------------------- |
| 2001      | Emiratos Árabes Unidos |
| 2006–2007 | Al-Ain FC              |
| 2011–2012 | Fortuna Sittard        |
| 2013      | MVV Maastricht         |
| 2015      | SV Meerssen            |
| 2016–2017 | Fortuna Sittard        |
| 2018–2019 | RKVV EVV               |